# Land of a Thousand Words
Land of a Thousand Words is een single van de Amerikaanse band Scissor Sisters en is afkomstig van hun tweede album Ta-Dah. Het nummer is, in tegenstelling tot de meeste andere nummers van de Scissor Sisters, een rustige ballad.

## Tracklist
1. "Land of a Thousand Words"
2. "Land of a Thousand Words (Junkie XL remix)"